# Isaac Brock
Isaac Kristofer Brock (nacido el 9 de julio de 1975 en Issaquah, Washington) es el cantante líder, letrista y guitarrista de la banda estadounidense de rock alternativo e indie rock, Modest Mouse. Brock tiene también su proyecto musical paralelo llamado Ugly Casanova. Actualmente, vive en Portland, Oregón.

## Niñez
Cuando era niño, su madre y él se movieron a diferentes organizaciones religiosas a través del Noroeste Pacífico. Por ese tiempo, la mamá de Isaac dejó a su papá por su hermano (el tío de Isaac). Brock fue enseñado en su propia casa por parte de su carrera.
La casa de la madre de Isaac se inundó, forzando a la familia a mudarse al remolque de su nuevo marido donde no había espacio para Isaac. Así que se quedó en el segundo piso de la casa inundada hasta que fue desalojado de ahí por la policía, cuando fue desalojado, vivió en casas de amigos hasta que halló lugar en un pequeño cuarto-bodega del remolque de su madre. En ese pequeño cuarto (el cual llamaban "The Shed") fue donde Eric Judy (bajo), Jeremiah Green (batería) e Isaac comenzaron a practicar música juntos.

## Vida personal
Brock se describe a sí mismo como "no muy católico" y que "el 100% de la cosa cristiana es una completa mierda o mucho". Algunas de sus canciones hablan del Cristianismo y la Biblia. Dice que simplemente "juguetea con el asunto bíblico y ve a los protagonistas como personajes fantásticos".
Isaac plasmó su abuso de drogas en la canción "The Good Times Are Killing Me" y dice que la mayoría de las drogas son "sólo algo a lo que tengo que enfrentarme, trato de asegurarme que no estén alrededor mío ni yo alrededor de ellas".
Brock era un miembro A&R de la disquera Sub Pop. Su logro más destacable con ellos fue tocando Wolf Parade en 2004.
Isaac actualmente está comprometido con Naheed Simjee y planean casarse en el transcurso del 2007.
Denunció ser víctima de gang stalking.

### Glacial Pace
En octubre de 2005, Brock empezó su propia disquera llamada Glacial Pace, la cual está afiliada a Epic Records (la disquera de Modest Mouse). El primer artista que firmó bajo el sello Glacial Pace fue el cantante y letrista de Minnesota, Mason Jennings.
En una conferencia de prensa, Isaac contó como Naheed Simje, quien trabaja en Glacial Pace junto a él, lo animó a contratar a Jennings:

Ella me describió la música de Mason lo mejor posible, pero las descripciones no son fáciles y caen rápido cuando se refieren a la música, esta es una de las razones por las que he abandonado leer revisiones para hacer decisiones para comprar CD.

Bajamos algunas de las canciones y antes de que me digan cualquier mierda por eso, no se preocupen, pagué por las canciones que bajé. Estaba completamente sorprendido con la escasez de pena e increíble voz y letra. Puedo ser un crítico de verdad cuando se trata de música así que te tengo que decir lo bien que me sentí para querer instantáneamente complementar en vez de criticar la música
Isaac Brock

## Acusación de violación
En marzo de 1999, una mujer de 19 años denunció a Brock a la policía, acusándolo de violación. Los cargos nunca fueron demostrados y Brock demostró su inocencia.
En una entrevista con The Onion A.V. Club, Brock explicó:

Es una denuncia que fue retirada y por supuesto eso no trajo ninguna prensa. Era una completa mierda, toda la situación era tan complicada que me es difícil dar detalles concretos. Con el paso del tiempo, creí que debería simplemente callarme y darle suficiente cuerda a esta mujer para que se ahorcase ella misma. Jodió mi vida una vez y simplemente prefiero dejarlo ir... Antes de esto, creí que era imposible que alguien mintiera sobre una violación. Mi postura era como 'nadie miente sobre esta mierda'. Esta experiencia realmente me hizo ajustar completamente cómo veo a la gente, los políticos y mis propios políticos personales. Yo era como '¡maten a los violadores!'. Y todo cambió repentinamente por esta falsa acusación en mi contra. Recuerdo perfectamente a gente diciendo que yo había podido tener algún tipo de situación sexual rara con una chica, como 'ese tipo es una jodida puta, nunca hablaré con el otra vez'. Fue raro estar en el recibimiento final de eso. Un amigo mío que es amigo de esa chica, me dijo que ella se había retractado completamente de haber dicho lo que sea, me acabo de dar cuenta de eso en los últimos seis meses. Sabía que básicamente todos, incluyendo la policía, era como 'esto es mierda'. Esta mujer cambió su historia dependiendo de con quién hablaba
Isaac Brock

## DUI, cargos de asesinato y tiempo en la cárcel
En varias entrevistas con Isaac, dice que estuvo diez días en prisión en Niágara, Nueva York, por unos cargos de asesinato por DUI (Driving Under the Influence) en Oregón, es decir, por conducir borracho.
Según Isaac, estaba en el automóvil con su amiga, él iba conduciendo, luego pasó un lebrel de óxido nitroso, cuando trató de inhalar un poco, perdió control del automóvil y chocó. En el choque su amiga se dislocó el dedo pulgar, lo que significa, bajo las leyes de Oregón, que como la herida fue sufrida por un DUI, el cargo fue elevado a asesinato.